# Közbeszerzési ajánlattevő
A közbeszerzési ajánlattevő a közbeszerzési eljárásokban részt vevő gazdasági szereplők egyik típusa. A többi gazdasági szereplőtől (pl. az alvállalkozótól) az különbözteti meg, hogy az eljárásban ő nyújtja be az ajánlatot. A magyar jog szerint elvileg bármely természetes személy, jogi személy vagy egyéni cég ajánlattevő lehet (külföldi személy is), ha a piacon építési beruházások kivitelezését, áruk szállítását vagy szolgáltatások nyújtását kínálja. További feltétel, hogy az ajánlattevő ne álljon kizáró okok hatálya alatt, illetve alkalmas legyen a közbeszerzési eljárásban kötött szerződés teljesítésére.
Több ajánlattevő közösen is tehet ajánlatot. A több ajánlattevőből álló csoportot néha közbeszerzési konzorciumnak nevezik.
Az Európai Unió 2014-ben indult közbeszerzési reformja jelentős változásokat hozott az ajánlattevőkkel kapcsolatos szabályozásban. Szigorodtak és szaporodtak a kizáró okokkal és az alkalmassággal kapcsolatos szabályok, ugyanakkor egyszerűsödött az igazolás rendszere. Mindez a magyar jogba a 2015. évi CXLIII. törvénnyel került be.

## Fogalma
Közbeszerzési eljárásban természetes személyek (emberek) vagy szervezetek (jogi személyek, egyéni cégek) lehetnek ajánlattevők. Több ajánlattevő össze is állhat, és ekkor közösen tehetnek ajánlatot. Fontos követelmény valamennyi személlyel szemben, hogy gazdasági tevékenységet folytassanak, tehát a piacon árukat, szolgáltatásokat vagy építési beruházások kivitelezését kínálják. Az ajánlattevő – ha nyertesnek nyilvánítják – szerződés keretében ezen gazdasági tevékenység elvégzésére vállal kötelezettséget ellenszolgáltatás (vételár, szolgáltatási díj stb.) ellenében. Ajánlattevő sokféle személy lehet. Pl. egy művész, aki elkészít egy köztéri szobrot, egy KKV, amelyik kifesti az iskolát, vagy egy multinacionális nagyvállalkozás, amelyik autópályát vagy koncerttermet épít.

## Kizáró okok
A közbeszerzési törvény több olyan okot is meghatároz, amelyek közérdekből vagy az eljárás sikere érdekében kizárják, hogy valamely személy ajánlattevőként indulhasson adott közbeszerzési eljárásban. A kizáró okoknak két fajtája van. Kötelező kizáró ok esetén a törvény rendelkezésénél fogva nem lehet ajánlattevő az adott személy. Fakultatív ok esetén az ajánlatkérő dönti el, hogy kizárja-e az eljárásból az ok hatálya alá eső személyt. (Az ajánlatkérő új okot nem alkalmazhat. Csak arra van joga, hogy a törvényben felsorolt fakultatív okot alkalmazza, vagy sem.)
A kizáró okok köre időről-időre változik. A 2014-es közbeszerzési reform során az európai jogalkotó több új okot is meghatározott.
Az ajánlattevőre vonatkozó főbb kötelező kizáró okok:
- meghatározott bűncselekményt követett el,
- adó-, vám- és járulékfizetési kötelezettségét elmulasztotta,
- végelszámolás, csődeljárás vagy felszámolási eljárás zajlik vele szemben,
- a Közbeszerzési Döntőbizottság eltiltotta a közbeszerzési eljárásokban való részvételtől,[1]
- tisztességtelen magatartást tanúsított (pl. bizalmas adatot próbált megszerezni, befolyásolni igyekezett az ajánlatkérőt döntésében),
- offshore cégre vonatkozó kizáró ok vagy összeférhetetlenség áll fenn.

Főbb fakultatív (választható) kizáró okok:
- környezetvédelmi, szociális és munkajogi követelmények megszegése,
- korábbi szerződéses kötelezettségek megsértése,
- alvállalkozók ki nem fizetése.

## Alkalmasság
Eltérően a kizáró okoktól, az alkalmassági feltételeket nem a jogalkotó, hanem az ajánlatkérő határozza meg. Az alkalmassági feltételek az ajánlattevő következő tulajdonságaival, képességeivel lehetnek kapcsolatosak:
- a gazdasági és pénzügyi helyzete,
- műszaki és szakmai alkalmassága,
- nyilvántartásban való szereplése,
- engedéllyel, jogosítvánnyal, illetve
- szervezeti vagy kamarai tagsággal való rendelkezése.

## Egységes európai közbeszerzési dokumentum
Az egységes európai közbeszerzési dokumentum (European Single Procurement Document, ESPD) az Európai Bizottság által meghatározott egységes formanyomtatvány, mely a kizáró okokkal és az alkalmassággal kapcsolatos előzetes igazolást szolgálja. Az ESPD a korábbiakhoz képest lényegesen egyszerűsíti az ajánlattevőnek a közbeszerzési eljárásban való szereplését, mivel könnyű a megtétele (különösen az elektronizáció miatt) és csak akkor kell a nyilatkozatba foglaltak valódiságát igazolni, ha az ajánlattevő nyertes lesz.

## Elektronikus közbeszerzés
2018-ban indult Magyarországon az elektronikus közbeszerzési rendszer (EKR). A közbeszerzési eljárásokat az óta ezen az internetes portálon kell lebonyolítani. Az ajánlattevő munkatársait és szervezetét regisztrálni kell a rendszerben, mivel ajánlatot tenni csak a rendszeren keresztül lehet.

## Kapcsolódó jog
- A közbeszerzésekről szóló 2015. évi CXLIII. törvény, 62-65. §. Wolters Kluwer, net.jogtar.hu. (Hozzáférés: 2019. április 5.)
- A BIZOTTSÁG (EU) 2016/7 VÉGREHAJTÁSI RENDELETE (2016. január 5.) az egységes európai közbeszerzési dokumentum formanyomtatványának meghatározásáról. EurLex. (Hozzáférés: 2019. április 5.)
- 321/2015. (X. 30.) Korm. rendelet a közbeszerzési eljárásokban az alkalmasság és a kizáró okok igazolásának, valamint a közbeszerzési műszaki leírás meghatározásának módjáról. Wolters Kluwer, net.jogtar.hu. (Hozzáférés: 2019. április 5.)

## Kapcsolódó irodalom
- A közbeszerzésekről szóló 2015. évi CXLIII. törvény kommentárja. Budapest: Magyar Közlöny Lap- és Könyvkiadó Kft., 184-238. o. (2019). ISBN ISBN 978-615-5710-65-0